# 마리암 헤이다르자데
마리암 헤이다르자데(페르시아어: مریم حیدرزاده, 1977년 11월 20일 ~ )는 이란의 시각 장애인 가수, 시인이다. 간단하면서 깊은 시적 감각을 띤 가사로 유명하며 사랑, 인간의 삶 등을 소재로 한 노래가 특징이다.